# Shorea isoptera
Shorea isoptera är en tvåhjärtbladig växtart som beskrevs av Peter Shaw Ashton. Shorea isoptera ingår i släktet Shorea och familjen Dipterocarpaceae. Inga underarter finns listade i Catalogue of Life.